# Kloštar Podravski
Kloštar Podravski est un village et une municipalité située dans le comitat de Koprivnica-Križevci, en Croatie. Au recensement de 2001, la municipalité comptait 3 603 habitants, dont 98,72 % de Croates et le village seul comptait 1 707 habitants.

## Localités
La municipalité de Kloštar Podravski compte 4 localités :
- Budančevica
- Kloštar Podravski
- Kozarevac
- Prugovac